# Emanatisme
L'emanatisme (del llatí: emanatio), és la doctrina segons la qual tot el món, fins i tot l'ànima de cada ésser humà, prové per emanació o flux de la totalitat divina, mediata o immediatament.

## Característiques
L'emanatisme és una doctrina de la filosofia Neoplatònica, atribuïda principalment a Procle i Plotí, i als seus nombrosos seguidors: dels quals Avicenna va ser un gran impulsor en el món de la filosofia àrab. En el món cristià, molts autors van ser propers a aquesta doctrina, com el Pseudo Dionisio i Sant Agustí.
La diferència entre l'ésser, Déu o Origen amb les seves conseqüències es troba en el seu desenvolupament i, en el cas dels homes, per la manca de puresa d'aquests.

## ¿Panteisme?

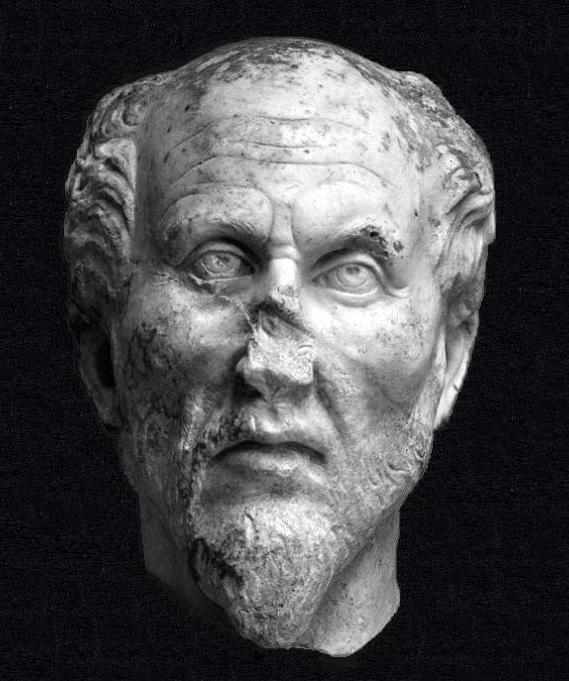
Plotí

Muller i Halder en el seu Diccionari de Filosofia afirmen que l'emanatisme és una forma especial d'explicació panteista on el món procedeix per emanació o flux de la substància divina en graus descendents. No obstant això aquests autors no diferencien la visió Agnòstica de l'emanació del plantejament que fa Plotí, diferència que planteja Arthur Armstrong en un article escrit el 1965 a l'Enciclopèdia Britànica on estableix una diferència entre la imaginació desbordada dels Agnòstics i el plantejament de Plotí, que és elaborat des de la raó.

## Emanatista i concepcions filosòfiques i religioses
Entre les teologies religioses, La Càbala jueva descansa en la idea que hi ha una emanació jeràrquica descendent i successiva d'entitats espirituals intermèdies entre la cúspide divina i el món material.

## Emanació vs. creació
Es diferencia de la creació, ja que en aquesta Déu és creador de l'univers, però les criatures no som de la seva mateixa naturalesa. En l'emanació, en canvi, som co-partícips del mateix origen que Déu, sense un abrupte abisme entre l'origen l'originat. En conseqüència, les doctrines creacionistes estableixen una major diferència entre la criatura i la divinitat.
A més, en les doctrines emanacionista l'accent no es posa en la voluntat de Déu sinó en què, ja que som parts descendents d'Ell, la nostra condició és derivada, però no volguda. A més, el tot i la part poden en certa manera intercanviar, ja que som una mica com petits microcosmos infinits, i en això es pot considerar que no som idèntics al mateix Déu, únicament pel nostre inferior desenvolupament espiritual. Si aquest desenvolupament augmentés (per reencarnacions successives, per exemple, per als gnòstics),
seríem iguals a la unitat final, Un primordial o Déu.
En la idea de creació judeocristiana és present el concepte de voluntat. Així, El Déu Cristià és un Déu paternal i bondadós preocupat de la sort correguda per l'home després de la creació. Així, l'home és la seva obra i, per tant, tot el que passi amb ell no només li importa a Déu sinó que Ell roman en certa manera vetllant per la seva creació, la qual governa mitjançant la seva providència divina.

## Literatura de ficció
En obres de literatura de ficció contemporània es troba l'emanatisme com a concepció, com en Star Wars, El Senyor dels Anells i altres. En molts còmics en què es dibuixen enfrontaments entre éssers amb poders sobrenaturals subjacent aquesta visió, com també el maniqueisme.